# Satsang
 (février 2015).
Si vous disposez d'ouvrages ou d'articles de référence ou si vous connaissez des sites web de qualité traitant du thème abordé ici, merci de compléter l'article en donnant les références utiles à sa vérifiabilité et en les liant à la section « Notes et références ».
Satsanga (sanskrit Sat = vérité, réalité absolue, Brahman. Saṅgha = compagnie, union, assemblée, rassembler.), signifie « être en compagnie de la vérité », et par extension « compagnie des sages » ou « compagnie de la vérité qui est en soi » ou « rassembler le vrai en soi ». Le terme désigne les assemblées qui se constituent autour d’un guru dont l’enseignement est fondé sur les principes de la non-dualité. Il peut y avoir des discussions, des moments de silence ou de méditation. Le terme distingue ces réunions de celles, plus formelles, qui se passent dans les édifices religieux.
Littéralement, C'est être perpétuellement en compagnie du Seigneur suprême ou être établi en Brahman ; c'est également préférer la compagnie des sages, des hommes ou femmes émancipées et des disciples avancés.

## Une illustration de satsang[a] enAdvaïta védanta: les neufs Sages (les neufs Maîtres)
En Inde il existe dans la province du Maharashtra une tradition ancestrale dénommée Navnath Sampradaya (orthographiée également Navanatha Sampradaya (en) ). Navnath (nath : maître, seigneur,  sage etc.) Sampradaya (tradition, instruction transmise, école, etc.) peut être désignée comme “ compagnie des neufs Sages ” au même titre que satsang[a] peut l’être  comme “ compagnie de Vérité ”. Navnath Sampradaya s’appuya sur l’un des paradigmes attribué à Seigneur Dattatreya, considéré en Inde comme une divinité syncrétique et dont l’origine remonterait au IVe siècle av. J.-C. . Depuis environ le Xe siècle, les enseignements de Navnath Sampradaya ne se basèrent pas sur l’érudition et l’ouï-dire mais sur une acquisition directe, conjuguée à une simplicité aussi bien en théorie qu’en pratique. Leurs adeptes ont choisi il y a plusieurs siècles, de privilégier les neufs premiers Sages de ce mouvement. L’un de ces Sages, Revan Nath (en) dispensa sa sagesse au sein d’un des courants Navnath Sampradaya, branche qui a été dénommée par la suite Inchagiri Sampradaya (en). Si l’on questionnait le contemporain Sri Nisargadatta Maharaj, désigné comme perpétrant la tradition « Inchagiri », il répondait éventuellement qu’il s’inscrivait dans cette appellation collective, mais surtout il insisterait sur le fait que cette tradition (parampara) était symbolique (il parlait de « légende ») et qu’elle pourrait être perçue comme une parabole syncrétique. En réponse à un visiteur d’un satsang[a] qui voulait connaître les bienfaits de rejoindre Inchagiri, Sri Nisargadatta Maharaj affirmait avec conviction : « Cela ne sert à rien de se donner un nom particulier. Appelez-vous comme vous voulez », « Vous faites plaisir à votre mental intoxiqué par les mots. Le nom ne vous changera pas », « Tout compte fait, ce n’est que mot et convention. En réalité, il n’y a ni gourou ni disciple, ni théorie ni pratique, ni ignorante ni réalisation ».
Pour explorer le monde, les objets ou encore les personnes, il est fait appel notamment aux mots et aux concepts, qui ont leur utilité certaine. Mais ils n’ont aucune efficience pour dépeindre la Vérité. En effet la Vérité (que l’on pourrait désigner indifféremment avec une multitude d’autres vocables comme Réalité, Absolu, Pure Conscience – Awereness -, Soi, Brahman, etc.) relève d’une toute autre dimension inatteignable avec les mots. Par analogie, la terminologie dédiée à décrire l’infiniment petit de la mécanique quantique apparaît totalement inutilisable pour exprimer de façon simple et intelligible à tous, l’orogenèse sur notre globe terrestre.
Satsang[a], dans la lignée Inchagiri Sampradaya, pourrait être considéré à ce titre comme le signifié de la conceptualisation d’être en association (sang[a]) avec le principe actif de l’aspect transcendantal de Vérité (sat) qui s’exprime dans la dualité au travers de tout ce qu’ Est un maître spirituel (jnani ). Ainsi satsang[a] peut prendre la forme d’une assemblée de personnes autour d’un jnani. Satsang[a] peut correspondre à une étape importante pour un chercheur de Vérité car à cette occasion la dualité peut s’effacer et la non-dualité (décrite par l’hindouisme), qui était recouverte, peut alors être « aperçue ». En satsang[a], le silence du jnani - au sens où aucun vocable ne s’exprime - peut être perçu comme un silence complètement plein de l’indéterminée potentialité des paroles. Mais il est également fondamental de considérer satsang[a] comme illusoire puisqu’il n’existe pas de substitut à la Vérité qui n’est ni expérimentation, ni état et encore moins connaissance,  et qu’à ce titre satsang[a] pourrait n’être qu’un plaisir offert à la psyché (pris au sens antahkarana) intoxiquée insidieusement par les mots, satsang [a] restant alors de l’ordre d’une expérience dans la dualité.